# Котова, Наталья Петровна
Ната́лья Петро́вна Котова (род. 14 августа 1965, Теченский, Челябинская область) — российский государственный деятель. Сенатор Российской Федерации от исполнительного органа государственной власти Челябинской области с 20 сентября 2024 года. Вошла в Комитет Совета Федерации по науке, образованию и культуре. 
Глава Челябинска с 19 ноября 2019 года по 24 сентября 2024 года. Первая женщина, ставшая главой города Челябинска.

## Биография
Наталья родилась в крестьянской семье. После окончания начальной школы в п. Теченский, училась в Муслюмовской средней школе, проживая, как и все дети из мелких деревень, в интернате при школе. Была в школе активной комсомолкой, занималась баскетболом, училась в среднем на хорошо. 
В 1987 году окончила Челябинский государственный педагогический институт по профилю учитель физики и астрономии средней школы, работала по специальности в челябинской школе № 63. В 1994 году перешла на работу в Челябинский областной комитет по управлению государственным имуществом. Через два года окончила Челябинский институт Уральской академии государственной службы по специальности «юриспруденция». В 1996—1999 годах — ведущий специалист, а затем начальник отдела территориального агентства Федерального управления по делам о несостоятельности (банкротстве). До 2001 года — заместитель руководителя Уральского межрегионального территориального органа Федеральной службы России по финансовому оздоровлению и банкротству, а позже — начальником отдела управления Федеральной налоговой службы по Челябинской области.
С 2005 года — в мэрии Челябинска — начальник управления жилищной политики, потом — первый вице-мэр. 24 июня 2019 года назначена исполняющей обязанности главы города Челябинска, сменив на этом посту Владимира Елистратова. 19 ноября на заседании городской думы единогласно была избрана Главой Челябинска, а на следующий день вступила в должность.
Вступление в должность оспаривалось оппозиционными политиками, так, в частности, Ярослав Щербаков председатель Челябинского регионального отделения партии «Яблоко» в феврале 2020 года подал иск об отмене итогов конкурса по избранию Натальи Котовой мэром Челябинска. 5 июня Советский районный суд отказал в удовлетворении иска о признании незаконными результатов конкурса на должность мэра Челябинска, в котором победила Наталья Котова.
Активна в социальных сетях. В конце 2019 года создала аккаунт во «Вконтакте», а чуть позже завела телеграм-канал.
Назначена в Совет Федерации вместо Маргариты Павловой.

## Критика
В 2021 году Наталья Котова направилась в образовательную командировку в Объединённые Арабские Эмираты, которая стала поводом значимого регионального политического скандала.
Председатель Челябинского регионального отделения партии «Яблоко» Ярослав Щербаков обратил внимание на цену командировки и несоответствие дат, указанных в государственных закупках и реальных дат командировки Натальи Котовой.
Кроме того, в 2021 году был осужден вице-мэр Челябинска по экономическому развитию Олег Извеков. Ему был назначен штраф в 22,5 миллиона рублей с лишением на четыре года права занимать определенные должности на госслужбе и в органах местного самоуправления. Причиной стало коррупционное преступление: во время пандемии коронавируса чиновник получил взятку в 450 тысяч рублей за предоставление преимуществ при поставки тепловизоров для дистанционного измерения температуры людей.  
Политический скандал завершился прокурорской проверкой расходов администрации Челябинска, связанных с дорогостоящей командировкой.
В 2023 году журналисты подвергли Наталью Котову критике за состояние зеленых зон в Челябинске, которое, по мнению специалистов, весьма плачевное: на каждого жителя столицы Южного Урала приходится всего четыре квадратных метра скверов и аллей ― вместо одиннадцати нормативных. Возмущает гражданских активистов и журналистов и высокий уровень расходов на предновогоднюю иллюминацию ― к примеру, в преддверии 2023 года на эти цели было выделено 86 миллионов рублей, только для того, чтобы украсить пешеходную часть улицы Кирова в Центральном районе города Челябинска.   
В январе 2024 года появились петиции на сайте Change.org, в которых люди требовали отставки Натальи Котовой, из-за того, что Наталья не справляется со своими обязанностями главы города. В мэрии заявили: «такая процедура в любом виде не является основанием для рассмотрения вопроса об отставке».
Тем не менее, популярность Котовой как политика в Челябинской области сомнительна: 72% жителей областного центра негативно оценили ее деятельность на посту мэра. За коррупцию, нерешенность коммунальных проблем, а также изъяны в экологической политике и реновации мэра активно критиковали муниципальные депутаты Елена Вахтина, Марсель Хазиев и Роман Никитин. Особенно важной проблемой стал снежный коллапс ― провал уборки города от снега и льда зимой 2023 года. В ответ на вышеупомянутую критику Наталья Котова сказала лишь то, что недобросовестные подрядчики были оштрафованы на 200 миллионов рублей.

## Семья
Дети: дочь, сын.
Брат — Владимир Котов, был главой Сосновского района Челябинской области, скончался в 2019 году.
Гражданский муж ― Конев Владимир Михайлович, безработный.

## Награды
- Медаль ордена «За заслуги перед Отечеством» II степени (23 октября 2023) — за достигнутые трудовые успехи и многолетнюю добросовестную работу[25]
- Знак отличия «За заслуги перед Челябинской областью» (7 июня 2015) — за выдающиеся заслуги в социально-экономическом развитии Челябинской области